# Религия в Камеруне
 Христианство (71 %) Ислам (25 %) Африканские традиционные религии (2 %) Другие (2 %)
Основными религиями в Камеруне являются христианство и ислам. Меньшую популярность имеют Африканские традиционные религии. Христианские церкви и мусульманские центры различных конфессий свободно действуют по всему Камеруну, в то время как традиционалисты действуют в своих святынях и храмах, которые также становятся популярными сегодня. Согласно статьям Бюро демократии, прав человека и труда США (2010) и Wayi E. Mico (2016) анализ религиозного состава в Камеруне выглядит следующим образом: 
Христианское население делится на католиков (32,4 процента от общей численности населения) и протестантов (30,3 процента) и другие христианские конфессии (включая Свидетелей Иеговы (6 процентов). Подавляющее большинство мусульман - сунниты, принадлежащие к школе юриспруденции Малики, из них примерно 12% ахмадийцев и 3% шиитов. Христиан и мусульман можно найти в каждом регионе, хотя христиане в основном проживают в южных и западных провинциях.
Две англоязычные провинции западного региона в основном протестантские, а франкоязычные провинции южного и западного регионов - в основном католики и евангелисты. В 1954 году в Камеруне основана Камерунская баптистская конвенция, насчитывающая в 2023 году 1535 приходов. Многочисленной протестантской деноминацией в стране является Евангелическая церковь Камеруна.
В северных провинциях, локально доминирующая этническая группа Фульбе в основном мусульмане, как и жители западных провинций народ Бамум. Традиционные религиозные верования коренных народов практикуются в сельских районах по всей стране, но редко практикуются публично в городах, отчасти потому, что многие религиозные группы коренных народов по своей сути являются местными.
В стране около 4000 приверженцев Веры Бахаи. К 2001 году Национальное духовное собрание бахаи было зарегистрировано правительством Камеруна как одна из немногих нехристианских иностранных религий. В Камеруне проживает крошечная группа евреев, которые установили связи с глобальной еврейской общиной. Сегодня в стране примерно 50 человек исповедуют ту или иную форму иудаизма.